# Guillem de Sant Vicenç
Guillem de Sant Vicenç (segle xii – segle xiii) fou un noble català.
Va participar en la Conquesta de Mallorca empresa per Jaume el Conqueridor en la host disposada per Guillem II de Montcada i de Bearn.